# A Visit to Madeira
Pour plus de détails, voir Fiche technique et Distribution.
A Visit to Madeira est un documentaire américain sorti en 1912, réalisé par Sidney Olcott. Tourné à Madère, au Portugal, en décembre 1911.

## Fiche technique
- Réalisation : Sidney Olcott
- Scénario :
- Production : Kalem
- Directeur de la photo : George K. Hollister
- Décors :
- Longueur : 574 pieds
- Date de sortie : 1912
- Distribution :